# Astragalus kugartensis
Astragalus kugartensis är en ärtväxtart som beskrevs av Antonina Georgievna Borissova. Astragalus kugartensis ingår i släktet vedlar, och familjen ärtväxter. Inga underarter finns listade i Catalogue of Life.